# Draft NBA 2012
Il Draft NBA 2012 si è svolto il 28 giugno 2012 al Prudential Center di Newark, New Jersey.

## Giocatori scelti al 1º giro
|   | Indica un giocatore che è stato selezionato per almeno un All-Star Game ed è inserito in un All-NBA Team |
|   | Indica un giocatore che è stato selezionato per almeno un All-Star Game                                  |
| * | Indica il giocatore che ha vinto il titolo di Rookie of the Year                                         |
|   | Indica un giocatore che non ha mai giocato una partita in NBA                                            |

| Scelta | Giocatore              | Ruolo | Nazionalità              | Squadra NBA            | Provenienza              |
| ------ | ---------------------- | ----- | ------------------------ | ---------------------- | ------------------------ |
| 1      | Anthony Davis          | AG/C  | Stati Uniti              | New Orleans Hornets    | Kentucky Wildcats        |
| 2      | Michael Kidd-Gilchrist | AP    | Stati Uniti              | Charlotte Bobcats      | Kentucky Wildcats        |
| 3      | Bradley Beal           | G     | Stati Uniti              | Washington Wizards     | Florida Gators           |
| 4      | Dion Waiters           | G     | Stati Uniti              | Cleveland Cavaliers    | Syracuse Orange          |
| 5      | Thomas Robinson        | AG    | Stati Uniti              | Sacramento Kings       | Kansas Jayhawks          |
| 6      | Damian Lillard *       | P     | Stati Uniti              | Portland Trail Blazers | Weber St. Wildcats       |
| 7      | Harrison Barnes        | AP    | Stati Uniti              | Golden State Warriors  | N. Carol. Tar Heels      |
| 8      | Terrence Ross          | G     | Stati Uniti              | Toronto Raptors        | Washington Huskies       |
| 9      | Andre Drummond         | C     | Stati Uniti              | Detroit Pistons        | UConn Huskies            |
| 10     | Austin Rivers          | P/G   | Stati Uniti              | New Orleans Hornets    | Duke Blue Devils         |
| 11     | Meyers Leonard         | C     | Stati Uniti              | Portland Trail Blazers | Illinois Fighting Illini |
| 12     | Jeremy Lamb            | G     | Stati Uniti              | Oklahoma City Thunder  | UConn Huskies            |
| 13     | Kendall Marshall       | P     | Stati Uniti              | Phoenix Suns           | N. Carol. Tar Heels      |
| 14     | John Henson            | AG    | Stati Uniti              | Milwaukee Bucks        | N. Carol. Tar Heels      |
| 15     | Moe Harkless           | AP    | Stati Uniti / Porto Rico | Philadelphia 76ers     | St. John's R. Storm      |
| 16     | Royce White            | AG    | Stati Uniti              | Houston Rockets        | Iowa St. Cyclones        |
| 17     | Tyler Zeller           | C     | Stati Uniti              | Cleveland Cavaliers    | N. Carol. Tar Heels      |
| 18     | Terrence Jones         | AG    | Stati Uniti              | Houston Rockets        | Kentucky Wildcats        |
| 19     | Andrew Nicholson       | AG    | Canada                   | Orlando Magic          | St. Bonav. Bonnies       |
| 20     | Evan Fournier          | G     | Francia                  | Denver Nuggets         | Poitiers                 |
| 21     | Jared Sullinger        | AG    | Stati Uniti              | Boston Celtics         | Ohio State Buckeyes      |
| 22     | Fab Melo               | AG    | Brasile                  | Boston Celtics         | Syracuse Orange          |
| 23     | John Jenkins           | G     | Stati Uniti              | Atlanta Hawks          | Vand. Commodores         |
| 24     | Jared Cunningham       | G     | Stati Uniti              | Cleveland Cavaliers    | Oregon St. Beavers       |
| 25     | Tony Wroten            | P     | Stati Uniti              | Memphis Grizzlies      | Washington Huskies       |
| 26     | Miles Plumlee          | AG    | Stati Uniti              | Indiana Pacers         | Duke Blue Devils         |
| 27     | Arnett Moultrie        | AG    | Stati Uniti              | Philadelphia 76ers     | MSU Bulldogs             |
| 28     | Perry Jones            | AG    | Stati Uniti              | Oklahoma City Thunder  | Baylor Bears             |
| 29     | Marquis Teague         | P     | Stati Uniti              | Chicago Bulls          | Kentucky Wildcats        |
| 30     | Festus Ezeli           | C     | Nigeria                  | Golden State Warriors  | Vand. Commodores         |

## Giocatori scelti al 2º giro
| Scelta | Giocatore           | Ruolo | Nazionalità          | Squadra NBA            | Provenienza          |
| ------ | ------------------- | ----- | -------------------- | ---------------------- | -------------------- |
| 31     | Jeff Taylor         | AP    | Svezia / Stati Uniti | Charlotte Bobcats      | Vand. Commodores     |
| 32     | Tomáš Satoranský    | G     | Rep. Ceca            | Washington Wizards     | Siviglia             |
| 33     | Bernard James       | AG    | Stati Uniti          | Dallas Mavericks       | Fl. State Seminoles  |
| 34     | Jae Crowder         | AP    | Stati Uniti          | Dallas Mavericks       | Marquette G. Eagles  |
| 35     | Draymond Green      | AG    | Stati Uniti          | Golden State Warriors  | MSU Spartans         |
| 36     | Orlando Johnson     | G     | Stati Uniti          | Sacramento Kings       | UCSB Gauchos         |
| 37     | Quincy Acy          | AG    | Stati Uniti          | Toronto Raptors        | Baylor Bears         |
| 38     | Quincy Miller       | AG    | Stati Uniti          | Denver Nuggets         | Baylor Bears         |
| 39     | Khris Middleton     | AP, G | Stati Uniti          | Detroit Pistons        | Texas A&M Aggies     |
| 40     | Will Barton         | P     | Stati Uniti          | Portland Trail Blazers | Memphis Tigers       |
| 41     | Tyshawn Taylor      | P     | Stati Uniti          | Portland Trail Blazers | Kansas Jayhawks      |
| 42     | Doron Lamb          | G     | Stati Uniti          | Milwaukee Bucks        | Kentucky Wildcats    |
| 43     | Mike Scott          | AG    | Stati Uniti          | Atlanta Hawks          | Virginia Cavaliers   |
| 44     | Kim English         | G     | Stati Uniti          | Detroit Pistons        | Missouri Tigers      |
| 45     | Justin Hamilton     | C     | Stati Uniti          | Philadelphia 76ers     | LSU Tigers           |
| 46     | Darius Miller       | AP    | Stati Uniti          | New Orleans Hornets    | Kentucky Wildcats    |
| 47     | Kevin Murphy        | G     | Stati Uniti          | Utah Jazz              | TTU Golden Eagles    |
| 48     | Kōstas Papanikolaou | AG    | Grecia               | New York Knicks        | Olympiakos           |
| 49     | Kyle O'Quinn        | C     | Stati Uniti          | Orlando Magic          | Norfolk St. Spartans |
| 50     | İzzet Türkyılmaz    | AG    | Turchia              | Denver Nuggets         | Bandırma Banvit      |
| 51     | Kris Joseph         | AP    | Canada               | Boston Celtics         | Syracuse Orange      |
| 52     | Ognjen Kuzmić       | C     | Serbia               | Golden State Warriors  | Axarquía             |
| 53     | Furkan Aldemir      | AG    | Turchia              | Los Angeles Clippers   | Galatasaray          |
| 54     | Tornik'e Shengelia  | AG    | Georgia              | Philadelphia 76ers     | Spirou Charleroi     |
| 55     | Darius Johnson-Odom | G     | Stati Uniti          | Los Angeles Lakers     | Marquette G. Eagles  |
| 56     | Tomislav Zubčić     | A     | Croazia              | Toronto Raptors        | Cibona Zagabria      |
| 57     | İlkan Karaman       | AG    | Turchia              | Brooklyn Nets          | Karşıyaka            |
| 58     | Robbie Hummel       | AG    | Stati Uniti          | Minnesota Timberwolves | Purdue Boilermakers  |
| 59     | Marcus Denmon       | P     | Stati Uniti          | San Antonio Spurs      | Missouri Tigers      |
| 60     | Robert Sacre        | C     | Stati Uniti / Canada | Los Angeles Lakers     | Gonzaga Bulldogs     |